# Поччетти, Бернардино
Бернардино Поччетти, также известный как Барбателли (итал. Bernardino Poccetti; 26 августа 1548, Флорентийское герцогство — 10 октября 1612, Флоренция, Тоскана) — итальянский живописец флорентийской школы периода позднего маньеризма, или так называемого контрманьеризма.

## Биография
Бернардино Поччетти родился во Флоренции в семье горшечника Бартоломео да Сан-Джиминьяно (из местности вблизи Сан-Джиминьяно). После потери отца в раннем возрасте, когда его мать, Мона Лючия, снова вышла замуж за ткача Пьетро Чарди, он остался жить с бабушкой по отцовской линии в условиях полной нищеты.
Он был небольшого роста (отсюда уменьшительное имя «Бернардино»); из-за специализации на фасадных фресках и гротескных украшениях его также называли «Бернардино гротесков» (Bernardino delle Grottesche), «Бернардино фасадник» (Bernardino delle Facciate) или «Бернардино муз» (Bernardino delle Muse). Однако прозвание «Поччетти», под которым он наиболее известен, похоже, произошло от его привычки «поччаре» (итал. pocciare, вульг. от succhiare — посасывать), то есть постоянно выпивать в тавернах.
Бернардино получил начальное образование декоратора фасадов и плафонов, поступив в 1570 году во флорентийскую Академию рисунка. Завершал своё обучение во флорентийской мастерской Микеле Тозини. В ранних работах в качестве мастера сграффито в жанре гротесков он следовал Джорджо Вазари, под руководством которого в те годы осуществлялись декоративные работы в Палаццо Веккьо, и за Бернардо Буонталенти, с которым он поделился своими исследованиями в области архитектурной перспективы. В результате Бернардино стали приглашать расписывать некоторые фасады зданий, спроектированные Буонталенти. Он также расписал свод «Грота Буонталенти» в садах Боболи.
Он был плодовитым художником-фрескистом, работавшим в Тоскане, в основном во Флоренции, но также писал алтарные картины маслом. В 1580-х годах участвовал в совместном оформлении Кьостро Гранде (Большого двора) в церкви Санта-Мария-Новелла во Флоренции. В 1583—1585 годах Бернардино писал фрески в Палаццо Каппони, в 1590-х годах — на вилле Петрайя. Он также выполнял фрески в церквях Сан-Пьер-Маджоре в Сан-Пьерино.
В 1579—1580 годах Поччетти совершил поездку в Рим, которая значительно изменила его творчество. В Риме он копировал произведения художников Высокого Возрождения: Рафаэля и Микеланджело. По возвращении во Флоренцию он выполнял декоративные росписи в Палаццо Питти, по определению Бальдинуччи, «следуя стилю Рафаэля».
В зрелый период творчества Бернардино Поччетти исповедовал более широкий спектр источников вдохновения, который включал необычные пространственные решения Фра Бартоломео и Андреа дель Сарто, а также «светлые краски и изобретательную плодовитость Федерико Цуккаро; не отрицал ни свободы в артикуляции фигур первых флорентийских маньеристов (Понтормо, Россо Фьорентино), ни сценографического чувства более близких Сальвиати и Вазари». Результатом стал живой стиль, «порой живописный, плавный, но в то же время богатый второстепенными деталями, представленный наравне с основными, способный создавать роскошные ансамбли, живые по линиям и очень богатые с хроматической точки зрения».
В 1580 году, как только он вернулся из Рима во Флоренцию, Поччетти вместе с другими художниками работал над серией из шести люнетов с «Историями Святого Доменика» в монастыре Санта-Мария-Новелла, подаренными доминиканскому монастырю Людовико Каппони-младшим (чей герб можно увидеть вместе с гербом его жены Маргариты Веттори), за ними последовало украшение потолка и стен большого зала в Палаццо Каппони (1583—1586),
В 1585—1592 годах Бернардино Поччетти работал над фресками в монастыре Сантиссима Аннунциата, в главной капелле церкви Чертозе ди Галлуццо, посвящёнными «Жизни и смерти Святого Бруно» (1592—1593). Его авторству принадлежат сцены из жизни основательницы монастыря Сервитов Марии Магдалины де Пацци. Он также написал сцены из «Жизни святого Антония» для монастыря Сан-Марко. Фрески из «Жизни Козимо I» украсили большой салон Палаццо Питти. Поччетти работал и для картезианских церквей в Пизе и Сиене.
В 1598 году он также обратился к ордену сервитов с украшением капелл Мадонны дель Соккорсо и Сант-Иньяцио в церкви Сантиссима Аннунциата во Флоренции.
В 1599 году Поччетти работал над оформлением капеллы Санта-Мария-дель-Джильо в тогдашней церкви Честелло (ныне Санта-Мария-Маддалена-деи-Пацци), в которой среди прочего выделяется композиция «Коронование Девы Марии», где художник продемонстрировал мастерство в свободном расположении фигур, отличающихся величием, с мягкими драпировками, напоминающими картины Андреа дель Сарто и сиенских Ванни и Салимбени. В произведениях этого периода заметна приверженность идеям контрреформации.
В поздних произведениях Поччетти выступает одним из флорентийских реформаторов — так называемых «контрманьеристов» — наряду с Санти де Тито, Доменико Крести (Иль Пассиньяно), Лодовико Чиголи, Якопо Чименти да Эмполи, Андреа Босколи и Грегорио Пагани. Среди художников, которых он обучил или на которых оказал влияние, был Микеланджело Чинганелли.

## Галерея

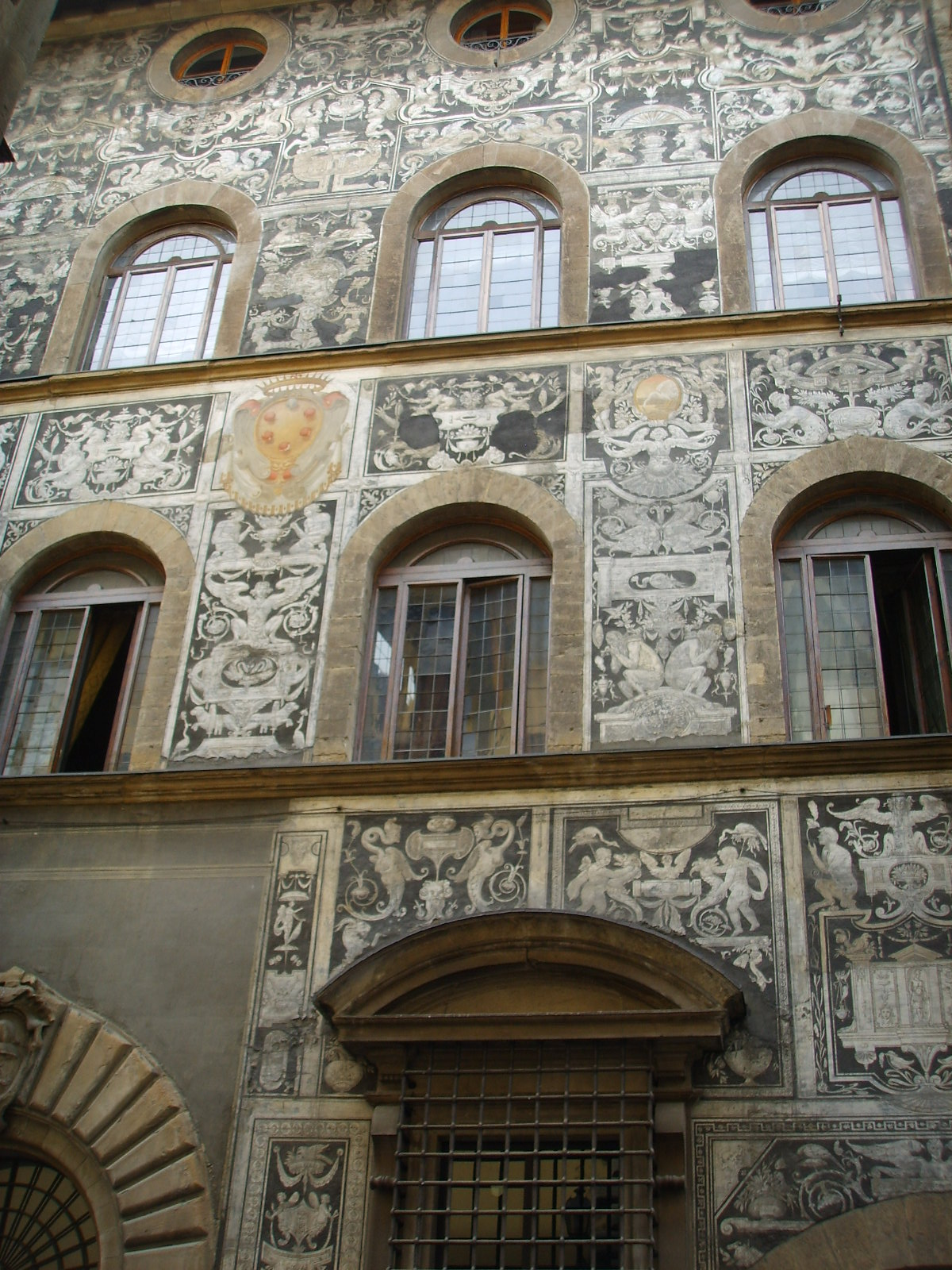
Гротески в технике сграффито на фасаде Палаццо Бьянка Каппелло, Флоренция
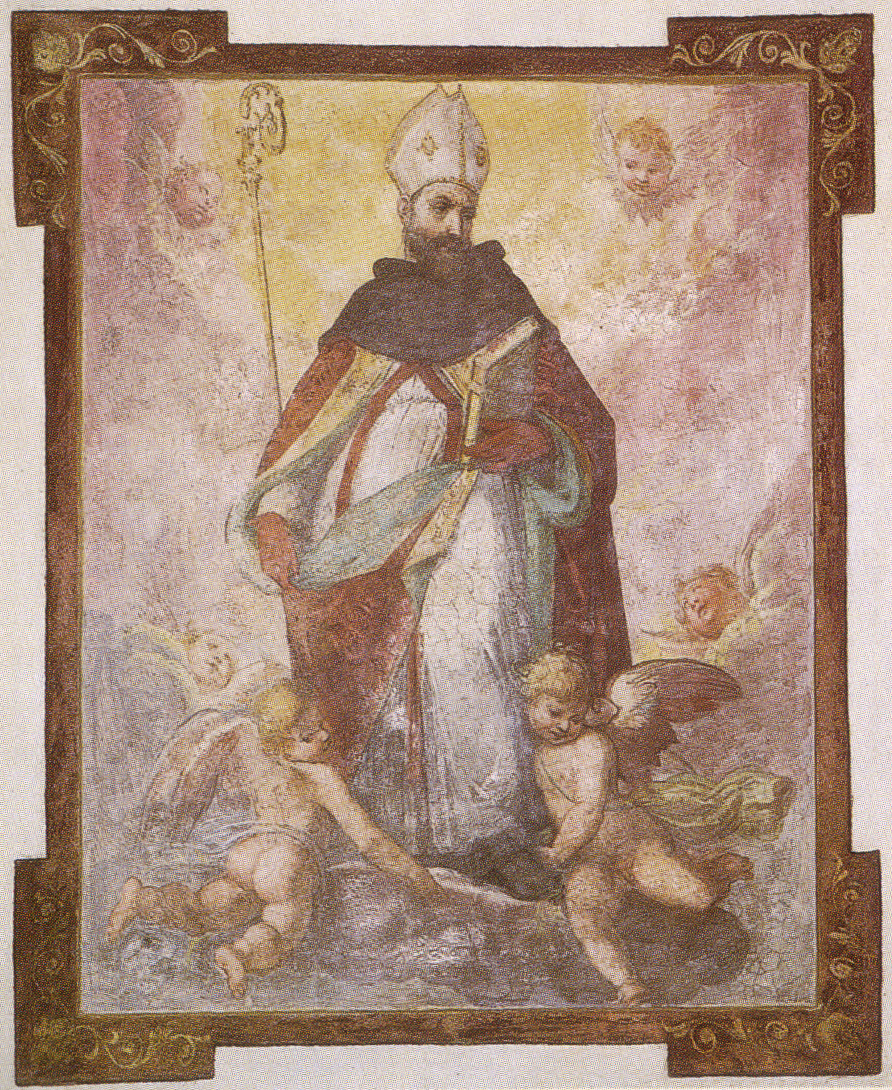
Святой Августин. Фреска церкви Санто-Спирито, Флоренция
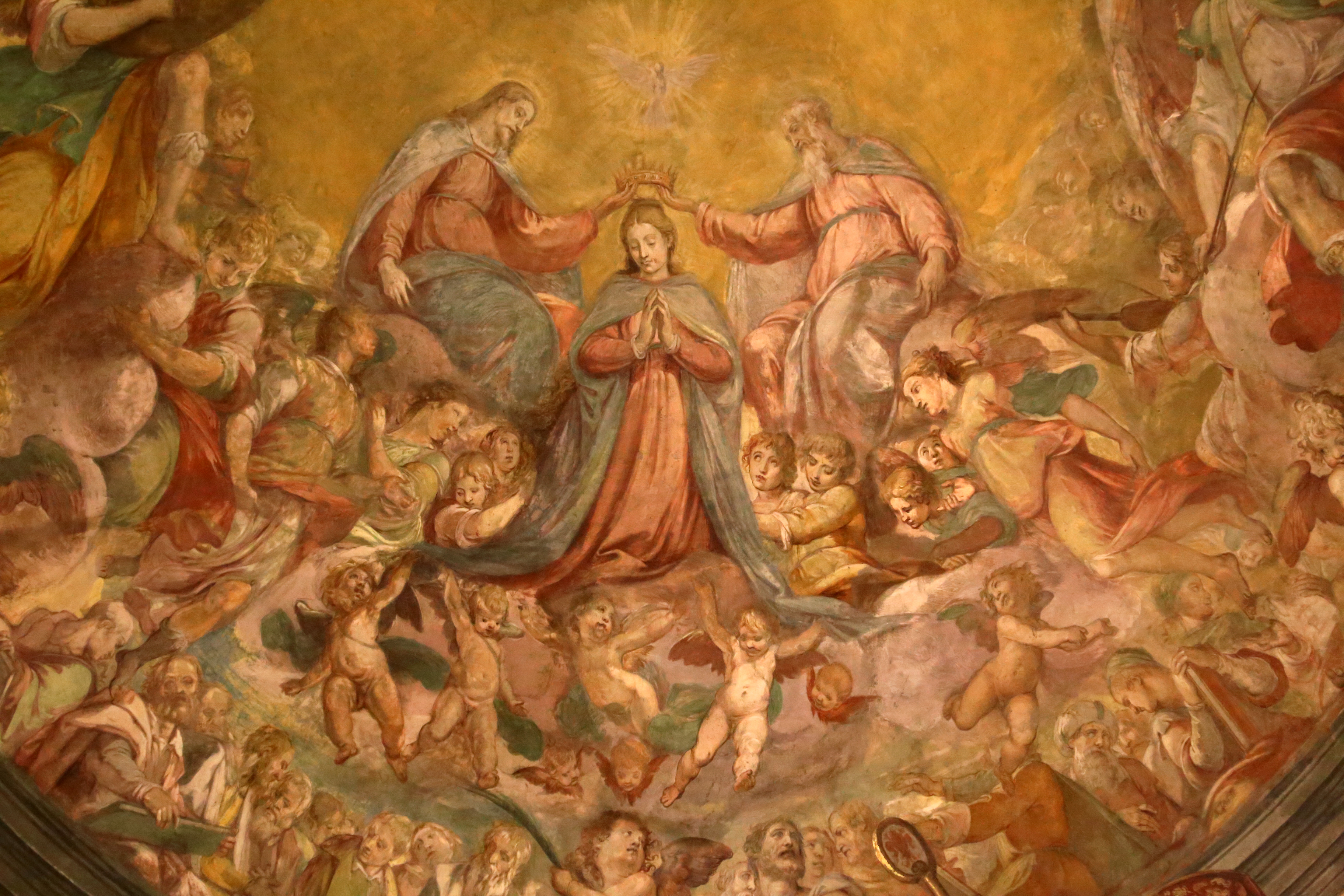
Коронование Девы Марии. Фреска купола апсиды. 1611. Церковь Сант-Аполлониа, Флоренция
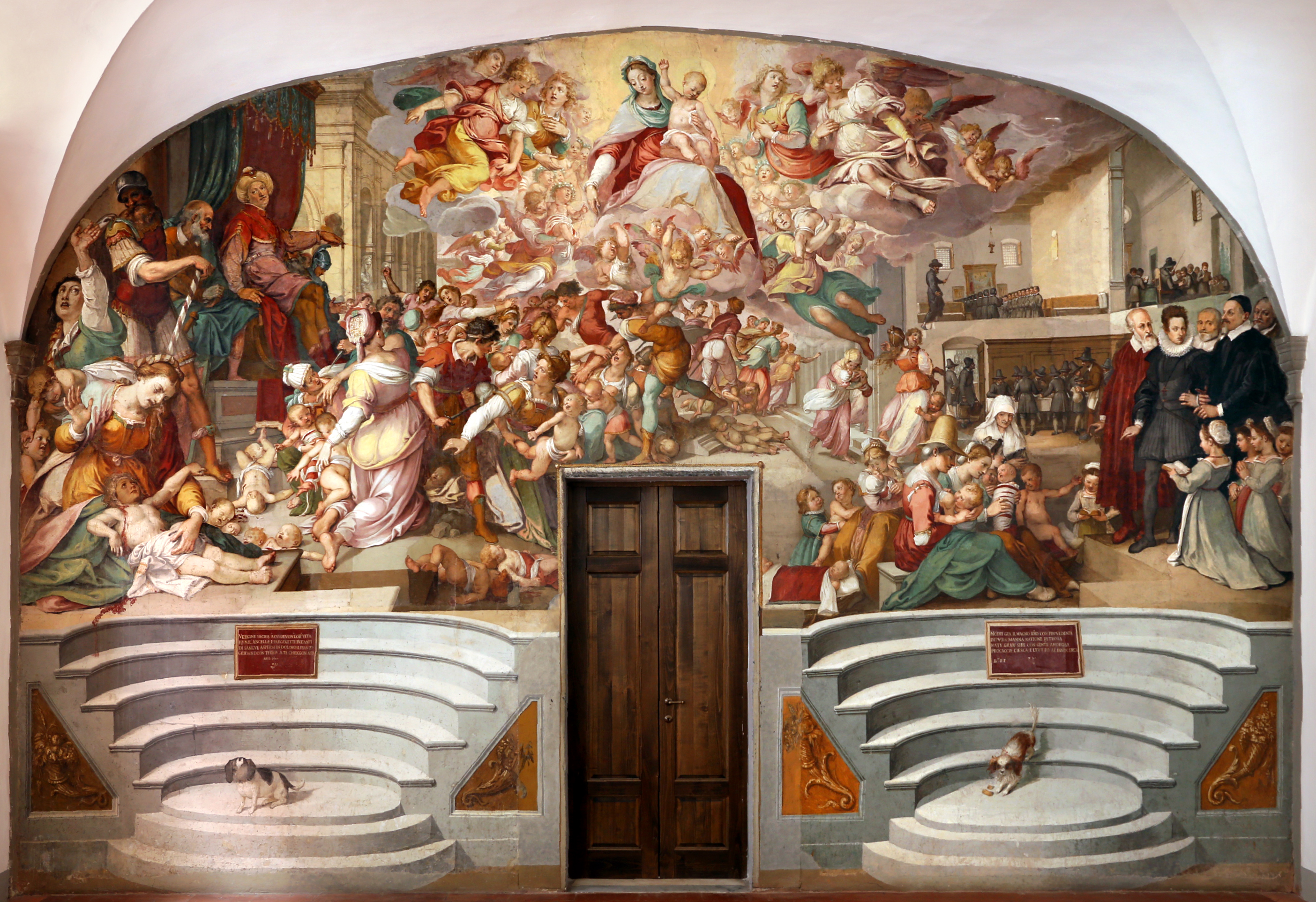
Мадонна невинных младенцев. 1610. Фреска. Оспедале дельи Инноченти, Флоренция
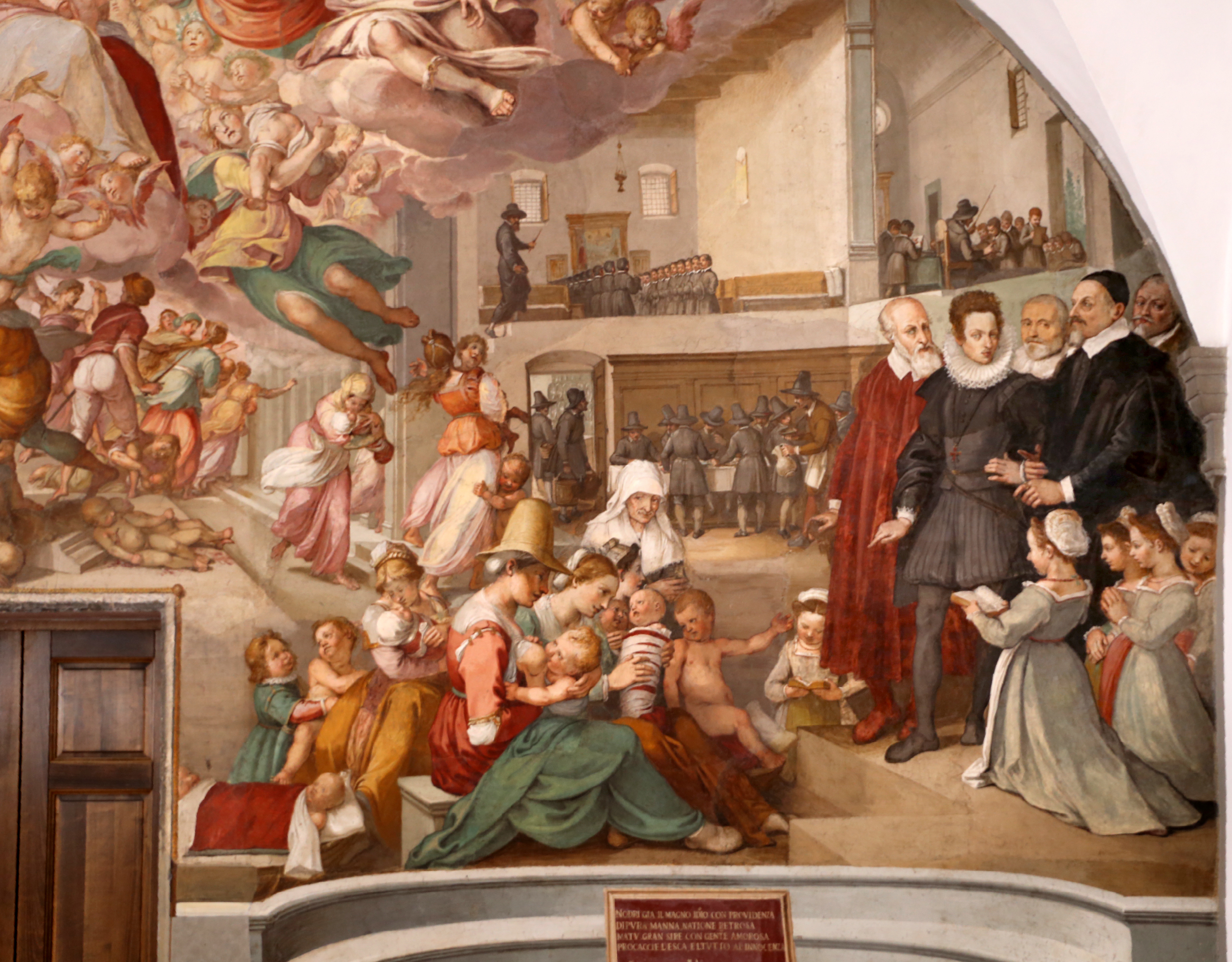
Деталь фрески
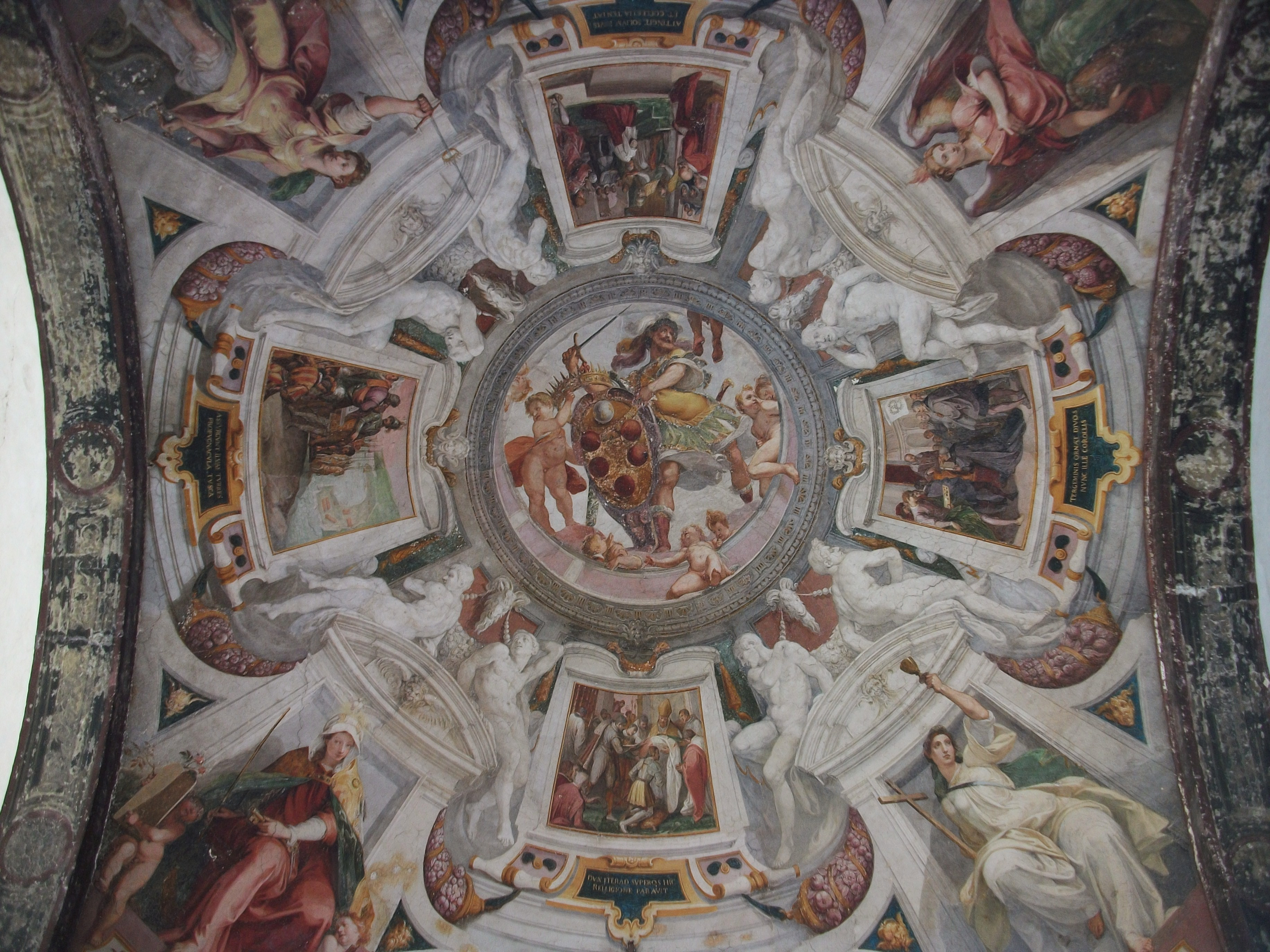
Роспись свода Оспедале дельи Инноченти, Флоренция
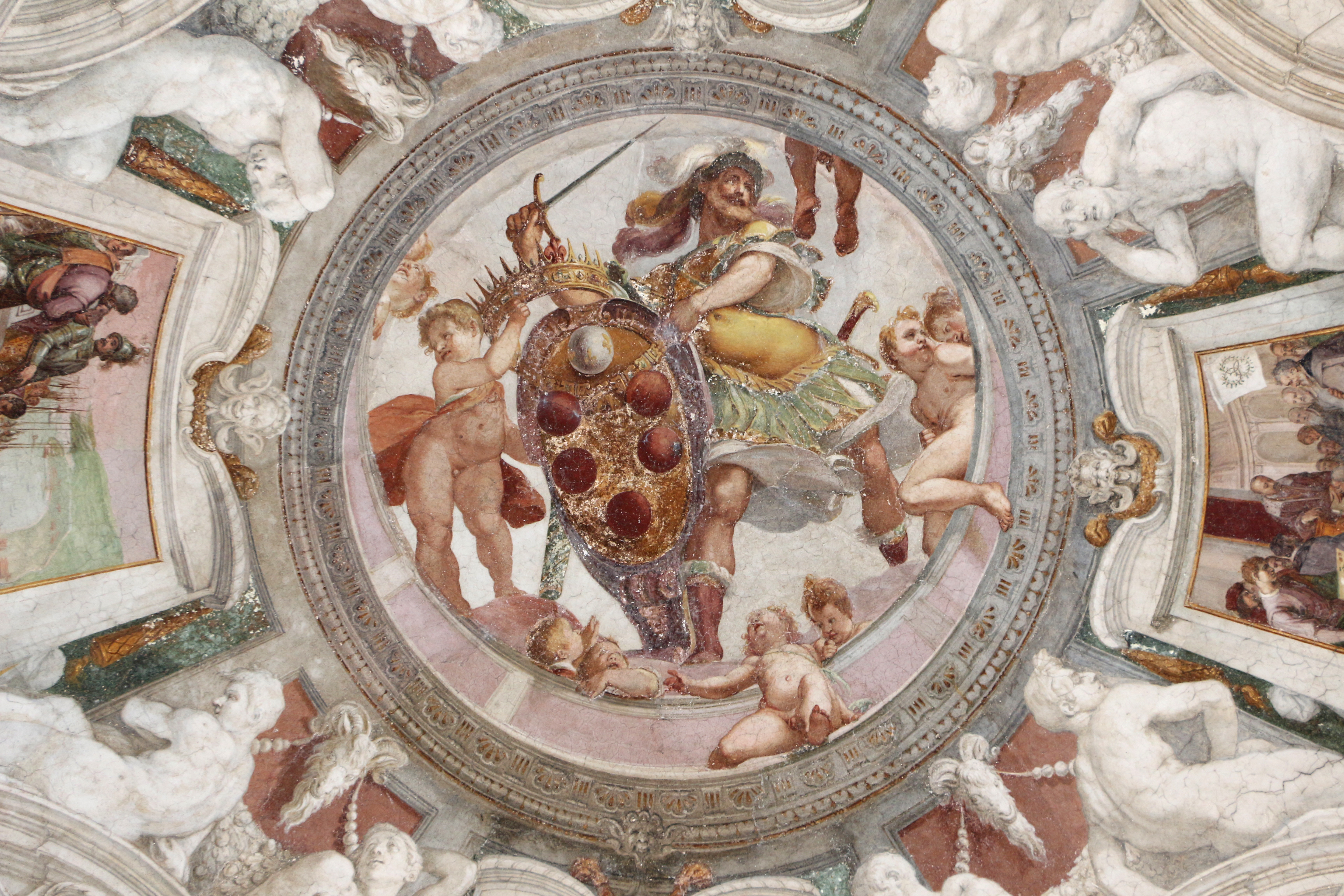
Деталь росписи
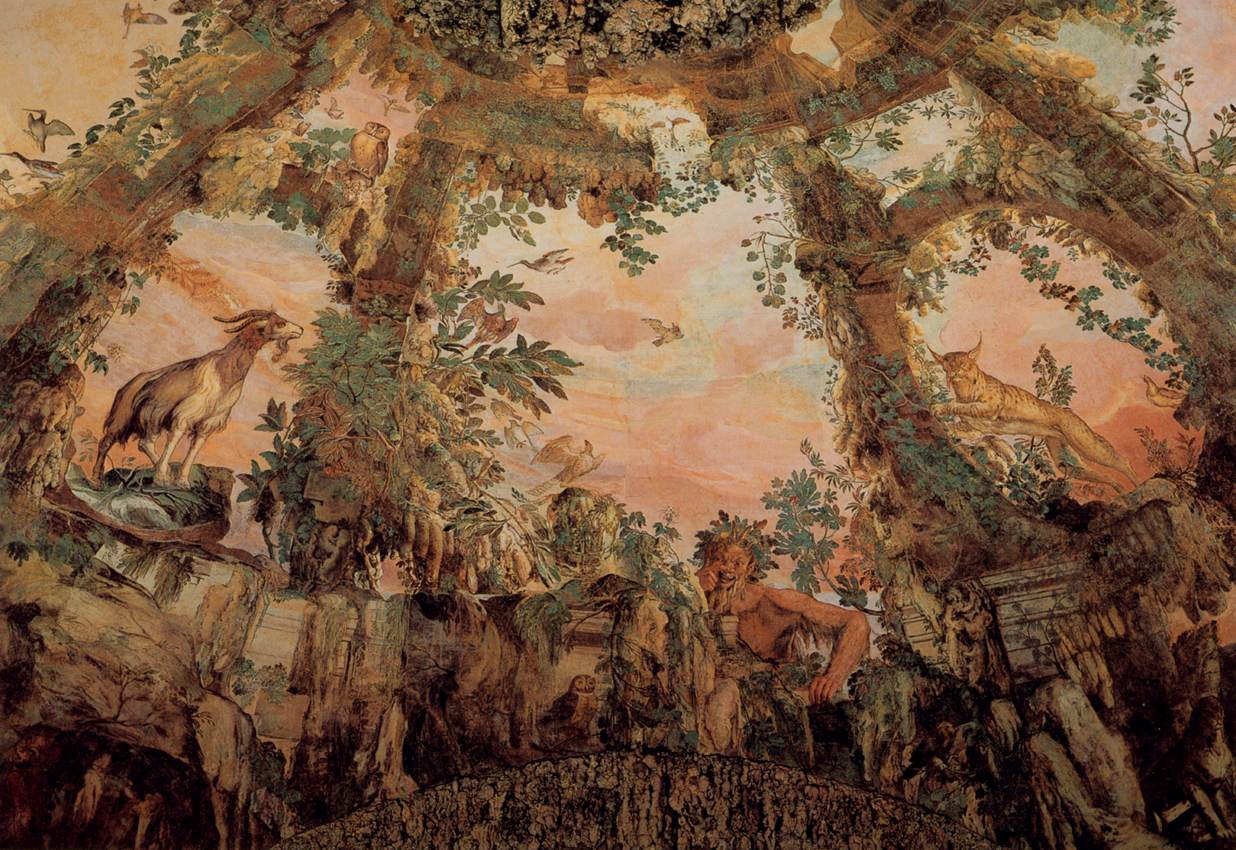
Роспись свода «Грота Буонталенти». Между 1583 и 1593. Фреска. Сады Боболи, Флоренция
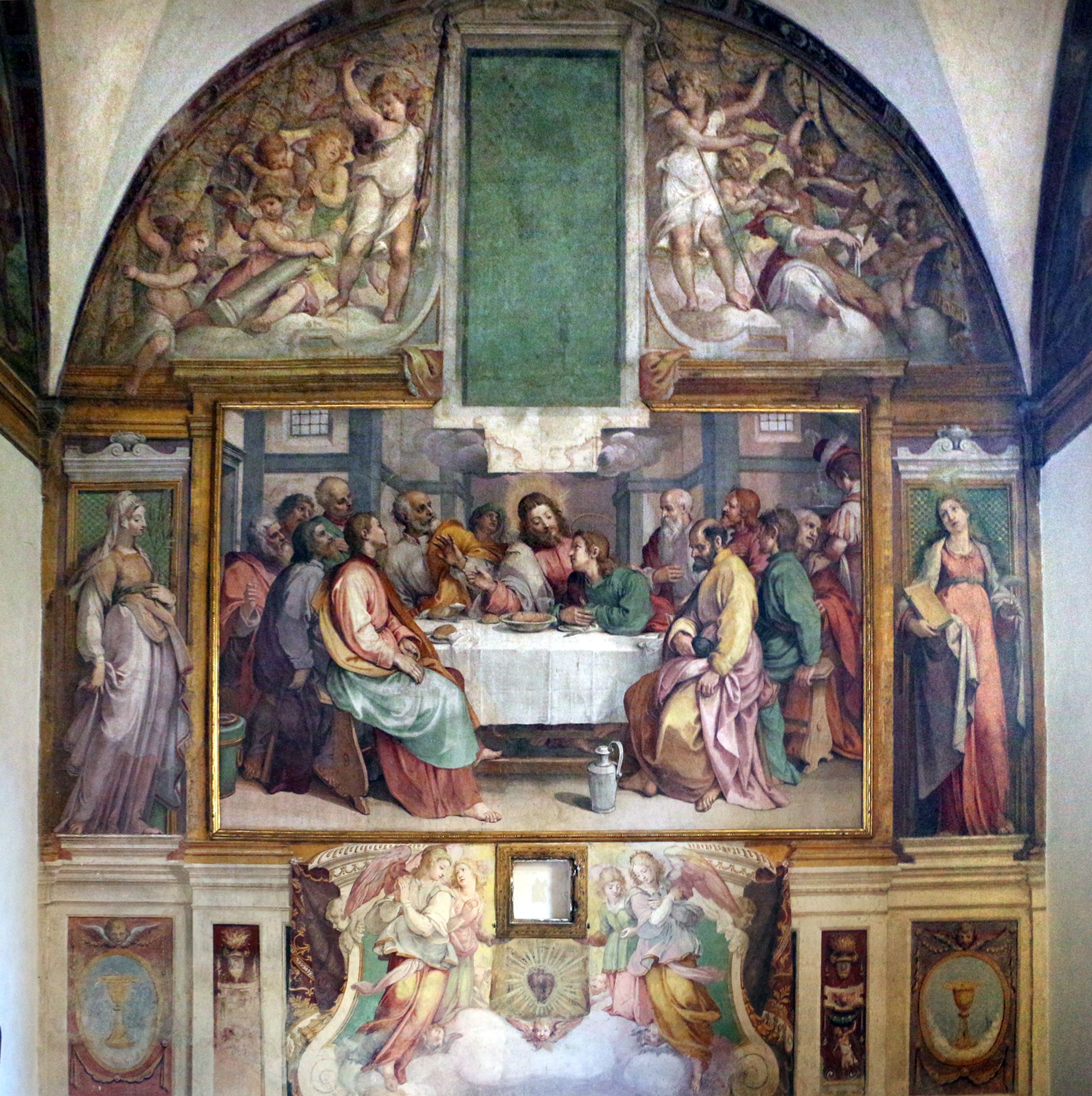
Тайная вечеря с ангелами и двумя святыми. 1611. Фреска. Церковь Сант-Аполлониа, Флоренция
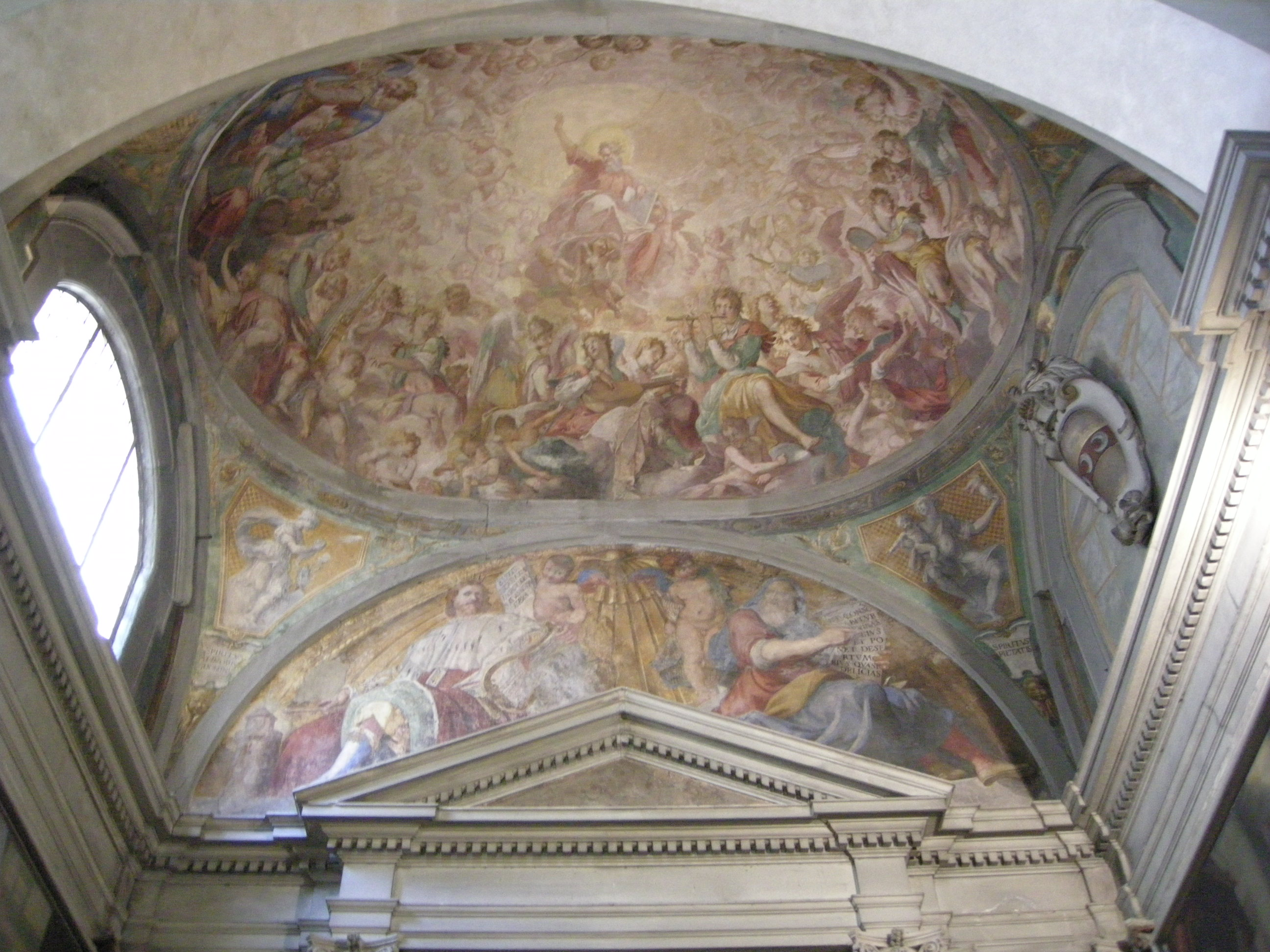
Рай. 1603—1605. Роспись купола Капеллы Строцци церкви Санта-Тринита, Флоренция
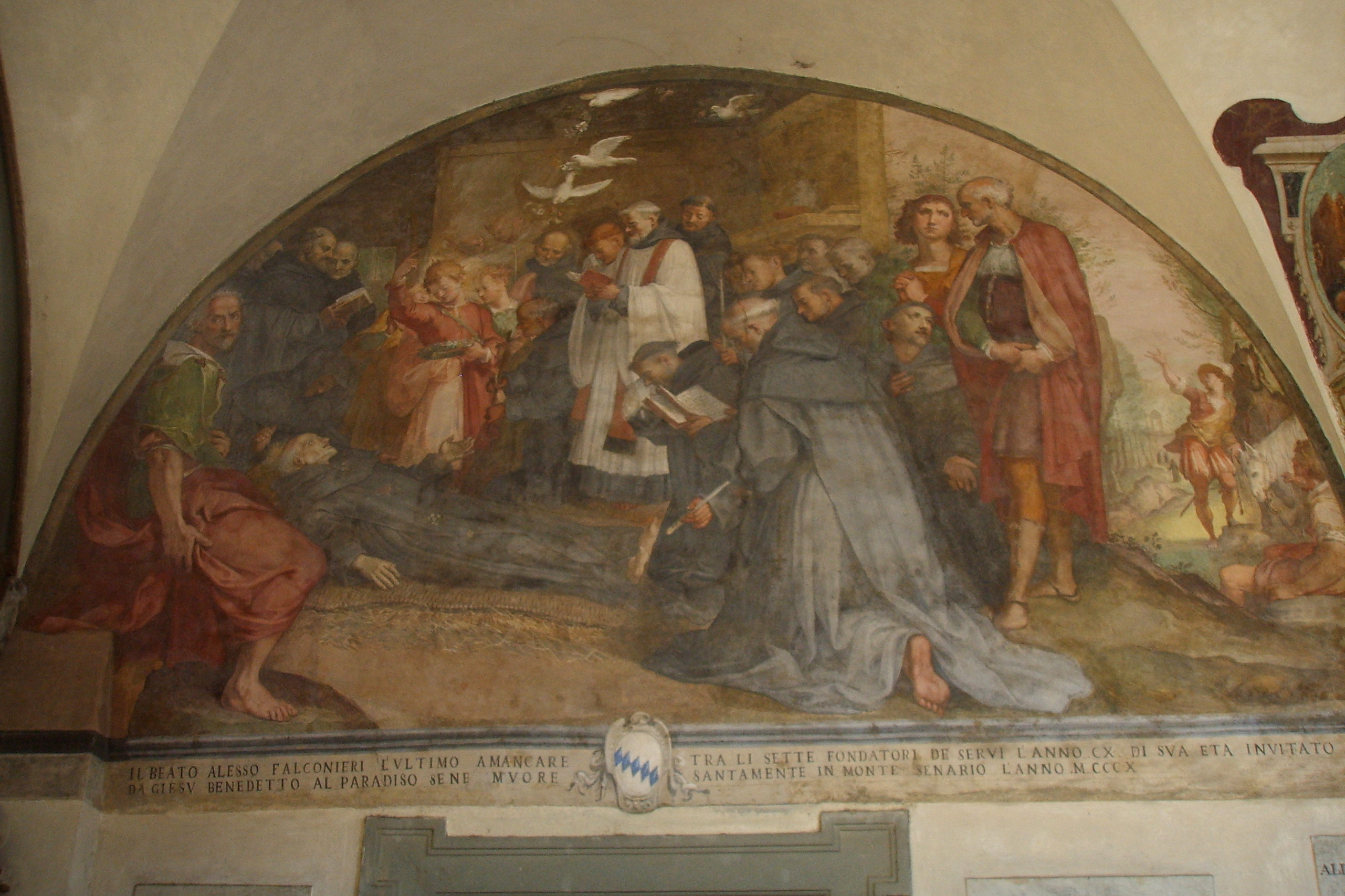
Смерть Святого Алессио Фальконьери. Фреска большого кьостро монастыря Сантиссима-Аннунциата, Флоренция
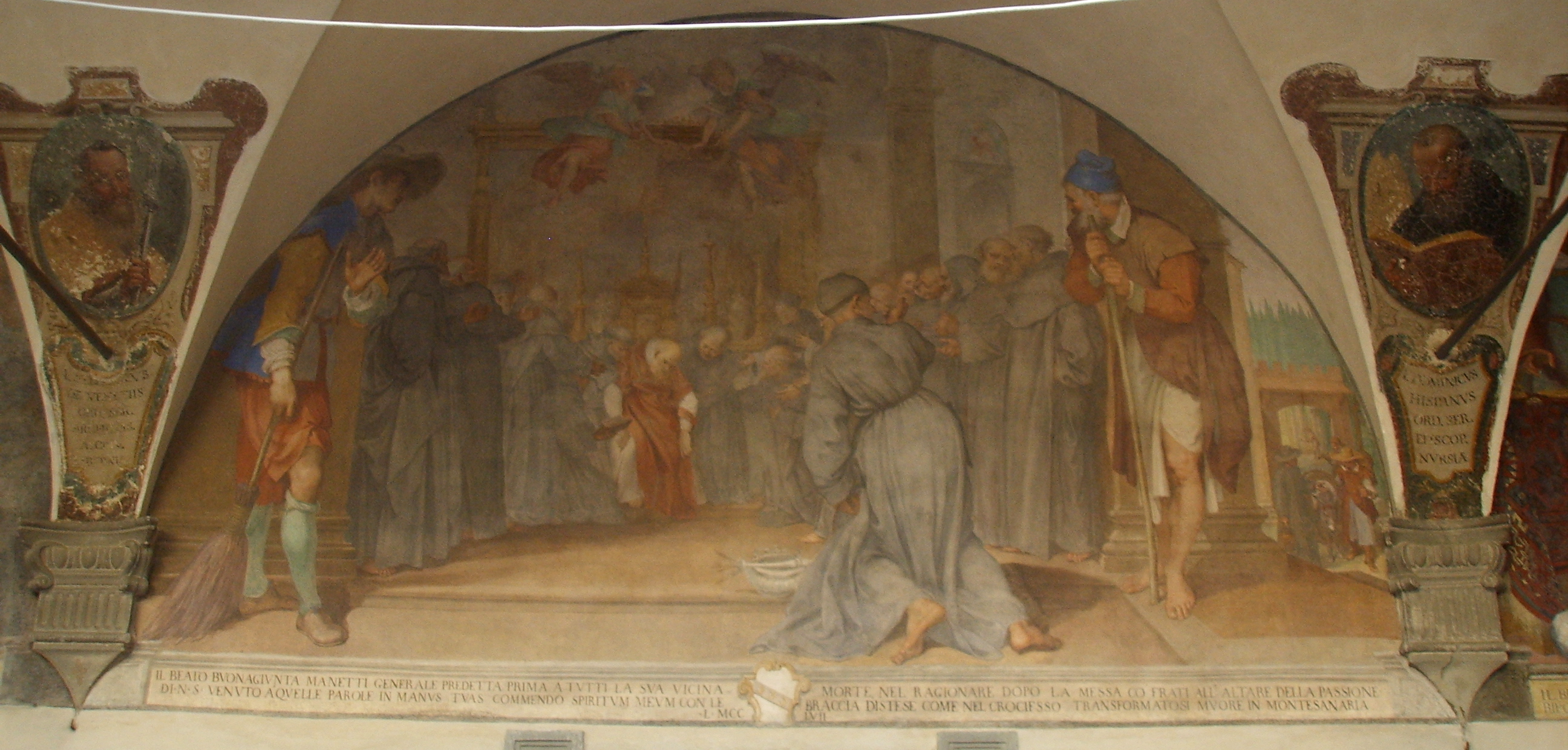
Смерть Святого Бонаджунты Манетти. Фреска большого кьостро монастыря Сантиссима-Аннунциата, Флоренция